# Ron Tindall
Ronald Albert Ernest Tindall, più conosciuto con il diminutivo Ron Tindall (Streatham, 23 settembre 1935 – Perth, 9 settembre 2012) è stato un allenatore di calcio e calciatore inglese, di ruolo attaccante.

## Caratteristiche tecniche
Giocava come centravanti; nella parte conclusiva della carriera, al Portsmouth, giocò invece come difensore centrale.

## Carriera

### Giocatore
Inizia a giocare con i semiprofessionisti del Camberley, con cui nella stagione 1952-1953 esordisce anche in prima squadra per poi trasferirsi al Chelsea, club della prima divisione inglese, nel 1953. Tra il 1953 ed il 1955 gioca nelle giovanili del club londinese, con cui nel 1955 all'età di 18 anni esordisce tra i professionisti, realizzando anche una rete al suo esordio in prima squadra in una partita di campionato contro il West Bromwich. Già dalla stagione successiva Tindall inizia a giocare stabilmente da titolare, mantenendo il posto in squadra fino al termine della stagione 1960-1961 per complessive 67 reti in 160 partite di campionato, tutte in prima divisione, e, più in generale, 69 reti in 174 partite ufficiali con la maglia del Chelsea.
Nel novembre del 1961 viene ceduto al West Ham Utd, con cui conclude la stagione 1961-1962 mettendo a segno 3 reti in 13 presenze in prima divisione; gioca poi per un biennio in terza divisione al Reading, trasferendosi infine nel 1964 al Portsmouth, dove rimane fino a fine carriera, nel 1969, giocando in seconda divisione.

### Allenatore
Dal 1970 al 1973 allena il Portsmouth, ricoprendo il ruolo di allenatore del club per ulteriori 2 partite nel 1974 come allenatore ad interim dell'allenatore John Mortimore. Successivamente, nel 1977 si trasferisce in Australia Occidentale.

## Palmarès

### Giocatore

#### Competizioni nazionali
- FA Charity Shield: 1

Chelsea: 1955